# Vultur cu spate alb
Vulturul cu spate alb (Gyps africanus) este o specie de pasăre accipitriformă din familia Accipitridae. Este cea mai comună specie de vultur de pe continentul african.

## Descriere
Vulturul cu spatele alb este un vultur tipic, cu capul și gâtul acoperite doar de puf, aripi foarte late și pene scurte în coadă. Spatele albicios al adultului contrastează cu penajul închis la culoare. Juvenilii sunt în mare parte negri. Acesta este un vultur de talie medie; masa sa corporală este de 4,2-7,2 kg, are o lungime de 78-98 cm și o anvergură de 1,96-2,25 metri.